# Rangamati (distrikt)
Rangamati (bengali: রাঙ্গামাটি পার্বত্য জেলা, engelska: Rangamati District) är ett distrikt i Bangladesh.   Det ligger i provinsen Chittagong, i den sydöstra delen av landet, 220 km sydost om huvudstaden Dhaka. Antalet invånare är 595 979. Arean är 6 116 kvadratkilometer.
Terrängen i Rangamati är varierad.
Runt Rangamati är det tätbefolkat, med 286 invånare per kvadratkilometer.